# Jehlice

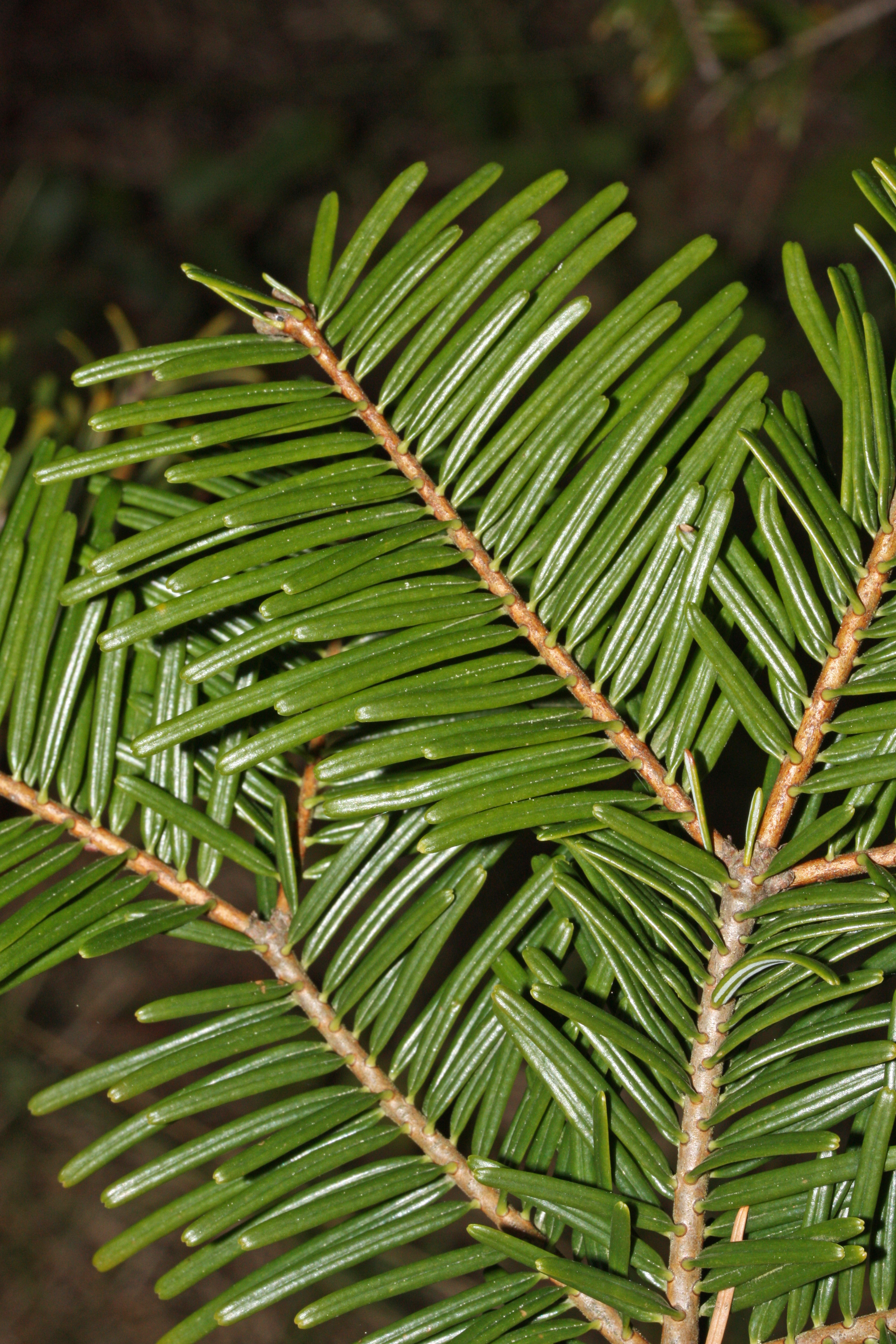
Detail jehličí jedle obrovské

Jehlice je úzce čárkovitý, zpravidla tuhý list. Mnoho jehlic tvoří jehličí. Je to typický druh listu pro jehličnaté stromy. Jehlice smrku, jedle a borovice opadávají průběžně v průběhu roku, jehličí modřínu opadává vždy na podzim.
Jehlice obsahují mj. i pryskyřici; některé druhy ji dokonce přímo z jehlic vylučují (borovice osinatá).
Některé druhy jehličnanů, například borovice, smrky nebo jedle, mají jedlé jehličí, které může dodat jídlu specifickou, pryskyřičnou, mírně citrusovou chuť. Borovicové jehličí může být přidáno do čajů nebo jako aroma při vaření masa (grilování, pečení). Jehličí může být použito na dochucení olejů, octů, marinád nebo polévek. V některých tradičních kuchyních se jehličí vaří ve vodě, aby vznikl „jehličkový čaj“ bohatý na vitamín C.